# Horní Hoštice
Horní Hoštice (niem. Ober-Gostitz) – wieś, część gminy Javorník, położona w kraju ołomunieckim, w powiecie Jesionik, w Czechach.
Wieś jest przedłużeniem położonej w Polsce wsi Gościce.